# رئیس‌جمهور جمهوری آذربایجان
رئیس‌جمهور آذربایجان (به ترکی آذربایجانی: Azərbaycan prezidenti) رئیس کشور جمهوری آذربایجان است.

## فهرست
| # | نام                | تصویر | از            | تا             | حزب سیاسی (هنگام تصدی) |
| - | ------------------ | ----- | ------------- | -------------- | ---------------------- |
| ۱ | ایاز مطلب‌اف        |       | ۳۰ اوت ۱۹۹۱   | ۶ مارس ۱۹۹۲    | مستقل                  |
| — | یعقوب ممدوف (کفیل) |       | ۶ مارس ۱۹۹۲   | ۱۴ مه ۱۹۹۲     | مستقل                  |
| — | ایاز مطلب‌اف        |       | ۱۴ مه ۱۹۹۲    | ۱۸ مه ۱۹۹۲     | مستقل                  |
| — | عیسی قمبر (کفیل)   |       | ۱۹ مه ۱۹۹۲    | ۱۶ ژوئن ۱۹۹۲   | جبهه خلق آذربایجان     |
| ۲ | ابوالفضل ایلچی‌بیگ  |       | ۱۶ ژوئن ۱۹۹۲  | ۱ سپتامبر ۱۹۹۳ | جبهه خلق آذربایجان     |
| ۳ | حیدر علی‌اف         |       | ۳ اکتبر ۱۹۹۳  | ۳۱ اکتبر ۲۰۰۳  | حزب آذربایجان نوین     |
| ۴ | الهام علی‌اف        |       | ۳۱ اکتبر ۲۰۰۳ | تاکنون         | حزب آذربایجان نوین     |